# Internationale Code voor schepen die in polaire wateren varen
De Internationale Code voor schepen die in polaire wateren varen (International Code for Ships Operating in Polar Waters, Polar-code) is de SOLAS- en MARPOL-standaard op het gebied de veiligheid van schepen in poolgebieden. Met resoluties MSC.385(94) en MEPC.265(68) werd op 21 november 2014 bepaald dat de code op 1 januari 2017 van kracht zou worden. Met de code worden bepalingen uit MARPOL bijlage I, II, IV en V en het nieuwe SOLAS hoofdstuk XIV nader gespecificeerd.

## Achtergrond
De Polar-code is een bindend internationaal kader om de poolgebieden – het Arctische of noordpoolgebied en het Antarctische of zuidpoolgebied – te beschermen tegen maritieme risico's. De Polar-code vloeit voort uit eerdere documenten van de IMO, waaronder de vrijblijvende richtlijnen van 2002 en 2010. De Polar-code wordt samengesteld met betrekking tot de bestaande verdragen die de veiligheid (Internationaal Verdrag voor de beveiliging van mensenlevens op zee of SOLAS) en de bescherming van het milieu (Internationaal Verdrag ter voorkoming van verontreiniging door schepen of MARPOL).

## Omvang van het onderwerp
De Polar-code omvat bepalingen over het ontwerp, de constructie, uitrusting, opleiding, zoek- en reddingsacties en milieubescherming die relevant zijn voor schepen die varen in de polengebieden. Veel maatregelen om het milieu te beschermen zijn al van kracht op de Zuidpool, maar nog niet in het noordpoolgebied. Een voorbeeld daarvan is een nieuwe wet van MARPOL die het vervuilen van de zuidpoolgebieden door heavy grade oils verbiedt. Deze maatregel werd aanvaard door de Marine Environment Protection Committee (MEPC) op haar zestigste zitting in maart 2010. De maatregel ging van kracht vanaf 1 augustus 2011. Hij is niet toepasbaar op scheepsoperaties in het noordpoolgebied.